# La magicienne
La magicienne ist eine Oper in fünf Akten des französischen Komponisten Fromental Halévy. Das Libretto stammt von Jules-Henri Vernoy de Saint-Georges und basiert auf dem mittelalterlichen Melusinenstoff. Die Uraufführung fand am 17. März 1858 in der Salle Le Peletier der Pariser Oper statt.

## Handlung
Die Geschichte basiert auf einer von mehreren Varianten des Melusinenstoffs. Es geht um den Konflikt zwischen Geistern, Dämonen und Bündnisse mit dem Teufel einerseits und den christlichen Idealen andererseits, eingebettet in eine Liebesgeschichte. Am Ende siegen die Guten, und die bösen Dämonen müssen weichen.

Szenenbilder der Uraufführungsproduktion 1858
Ballett Die Schachpartie
Vierter Akt
Fünfter Akt

## Gestaltung
Die religiöse Bedeutung des Werks kommt vor allem im letzten Akt zur Geltung, den manche Kritiker mit einem christlichen Oratorium verglichen haben. Die Wendung zum Sieg des Christentums bedeutet auch einen Wandel im Schaffen von Halévy, der zuvor mitunter durchaus antiklerikale Opern geschrieben hat. Damit lag er aber auch in einem Zeittrend während des Zweiten Französischen Kaiserreichs als auch andere Komponisten wieder diese Richtung einschlugen. Das mag auch an der damals wiederhergestellten Einheit zwischen Staat und Kirche liegen.

### Orchester
Die Orchesterbesetzung der Oper umfasst die folgenden Instrumente:
- Holzbläser: zwei Flöten, zwei Oboen (auch Englischhorn), zwei Klarinetten, vier Fagotte
- Blechbläser: vier Hörner, vier Trompeten, drei Posaunen, Tuba
- Pauken, Schlagzeug
- Harfe
- kleine Orgel
- Streicher
- Bühnenmusik: vier Trompeten, drei Posaunen, Basstuba

### Musiknummern
Im Klavierauszug von 1858 sind die folgenden Musiknummern aufgeführt:
Erster Akt
- Introduktion
- Nr. 1. Chor, Szene, Duettino (Blanche, Aloïs): „Travaillons!“
- Nr. 2. Rezitativ und Gebet (Comte de Poitou, Blanche, Aloïs): „Mon père“
- Nr. 3. Rezitativ und Szene (dieselben, Stello de Nici): „Qui vient dan mon castel“
- Nr. 4. Ballade und Chor (Blanche): „Fraiche comme la fleur“
- Nr. 5. Szene und Chor (Le Comte, Stello, Blanche, Aloïs): „Ne crains rien“
- Nr. 6. Chor: „A nous les filles de la nuit“
- Nr. 7. Szene und Romanze (Mélusine, Réné): „Enfin, la voici donc“

Zweiter Akt
- Nr. 8. Zwischenakt und Rezitativ (Mélusine): „Celui de qui je tiens“
- Nr. 8.bis Szene (Mélusine): „Messager de la mort“
- Nr. 9. Duett (Mélusine, Stello): „Entends donc ma voix souveraine“
- Nr. 10. Cavatine (Réné): „J’ai donc revu ces murs“
- Nr. 11. Szene, Couplets, Chor (Le Comte, Réné, Blanche, Aloïs): „Viens encor“
- Ballett
  - Marsch
  - Nr. 1. La Partie d’Échecs (Die Schachpartie)
  - Nr. 2. Pas de Deux
- Nr. 12. Chor, Strophen, Finale (dieselben, Mélusine): „Place à la prophêtesse“

Dritter Akt
- Nr. 13. Szene, Duett und Serenade (Mélusine, Blanche, Aloïs, Réné): „Elle m’a dit“
- Nr. 14. Chor und Tanz: „Sur nos côteaux fleuris“
- Nr. 15. Duett (Blanche, Réné): „Mon Réné“
- Nr. 16. Finale (Mélusine, Blanche, Réné, le Comte): „Quoi! ma fille“

Vierter Akt
- Nr. 17. Chor und Szene (Réné): „Tout repose“
- Nr. 18. Chanson Bachique (Réné, Mélusine): „Aimer, c’est là le bien suprème“
- Nr. 19. Szene und Schlussterzett (Mélusine, Blanche, Réné): „A ce galant repas“

Fünfter Akt
- Nr. 20. Zwischenakt, Szene, Romanze, Chor (Blanche): „Ce sentier nous conduit“
- Nr. 21. Duett (Mélusine, Blanche): „Pitié, madame“
- Nr. 22. Bacchanale und Chor (Stello, Mélusine): „Le ciel aux élus“
- Nr. 22.bis Terzett, Ensemble, Finale (Mélusine, Blanche, Réné, Stello, le Comte): „Ah! Seigneur“

## Werkgeschichte
La magicienne ist die letzte Oper Halévys, die zu seinen Lebzeiten produziert wurde. Die Hauptdarsteller der Uraufführung am 17. März 1858 in der Salle Le Peletier der Pariser Oper waren Jules Belval (Comte de Poitou), Louis Gueymard (Réné), Marc Bonnehée (Stello di Nici), Adélaide Borghi-Mamo (Méluzine), Pauline Gueymard (Blanche) und Mlle Delille (Aloïs). Eine der Tänzerinnen war Zinaida Iosefovna, geb. Richard. Die Choreografie stammte von Joseph Mazilier. Die Produktion war durchaus erfolgreich. Bis zum 2. Februar 1859 gab es 45 Aufführungen, und der Gewinn betrug insgesamt 6.491 Francs und 88 Centimes. Es ist unklar, warum die Oper nach so kurzer Zeit abgesetzt wurde. Es gab keine weiteren zeitgenössischen Produktionen.

Kostüme von Alfred Albert, 1856–1858
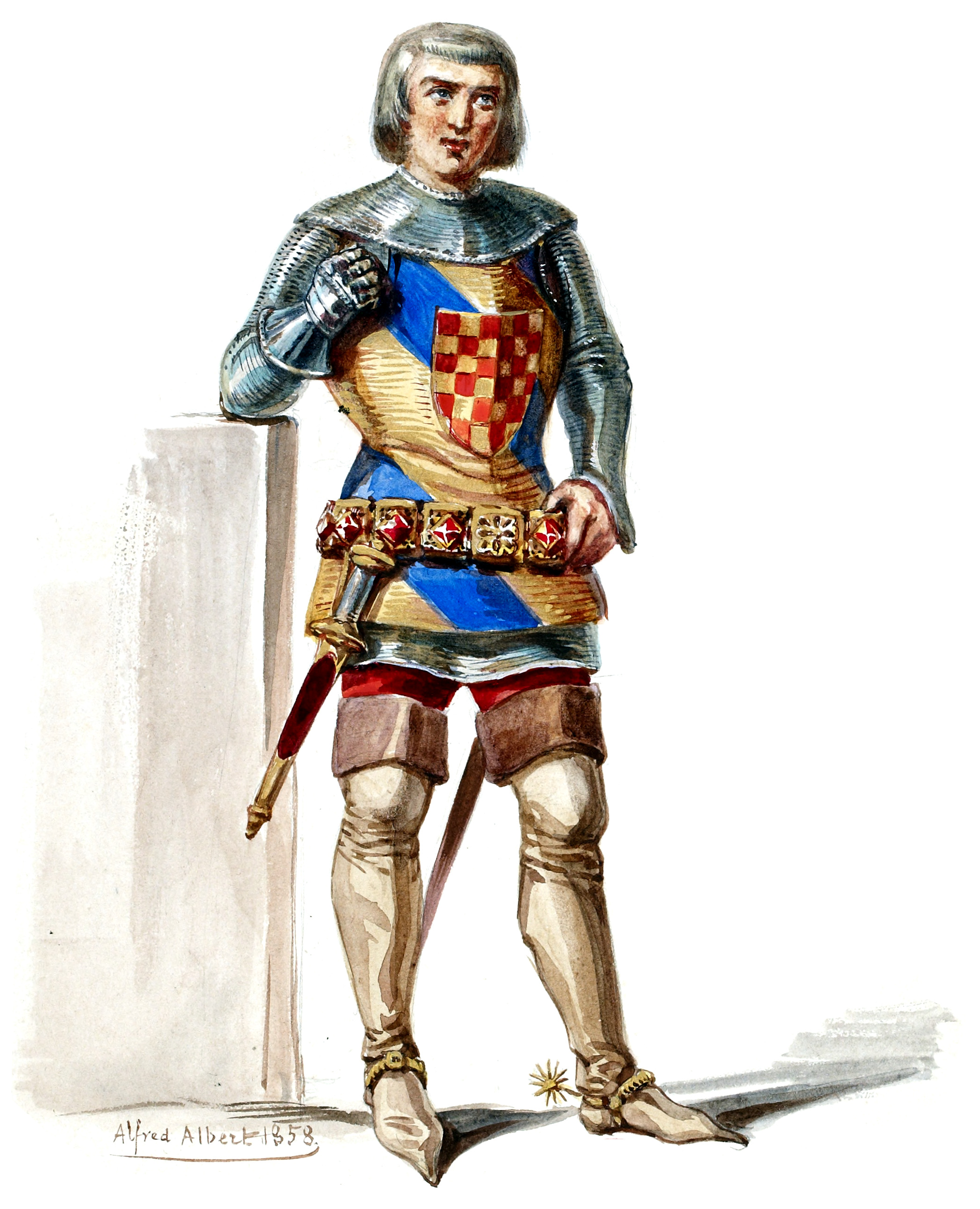
Jules Belval (Comte de Poitou)
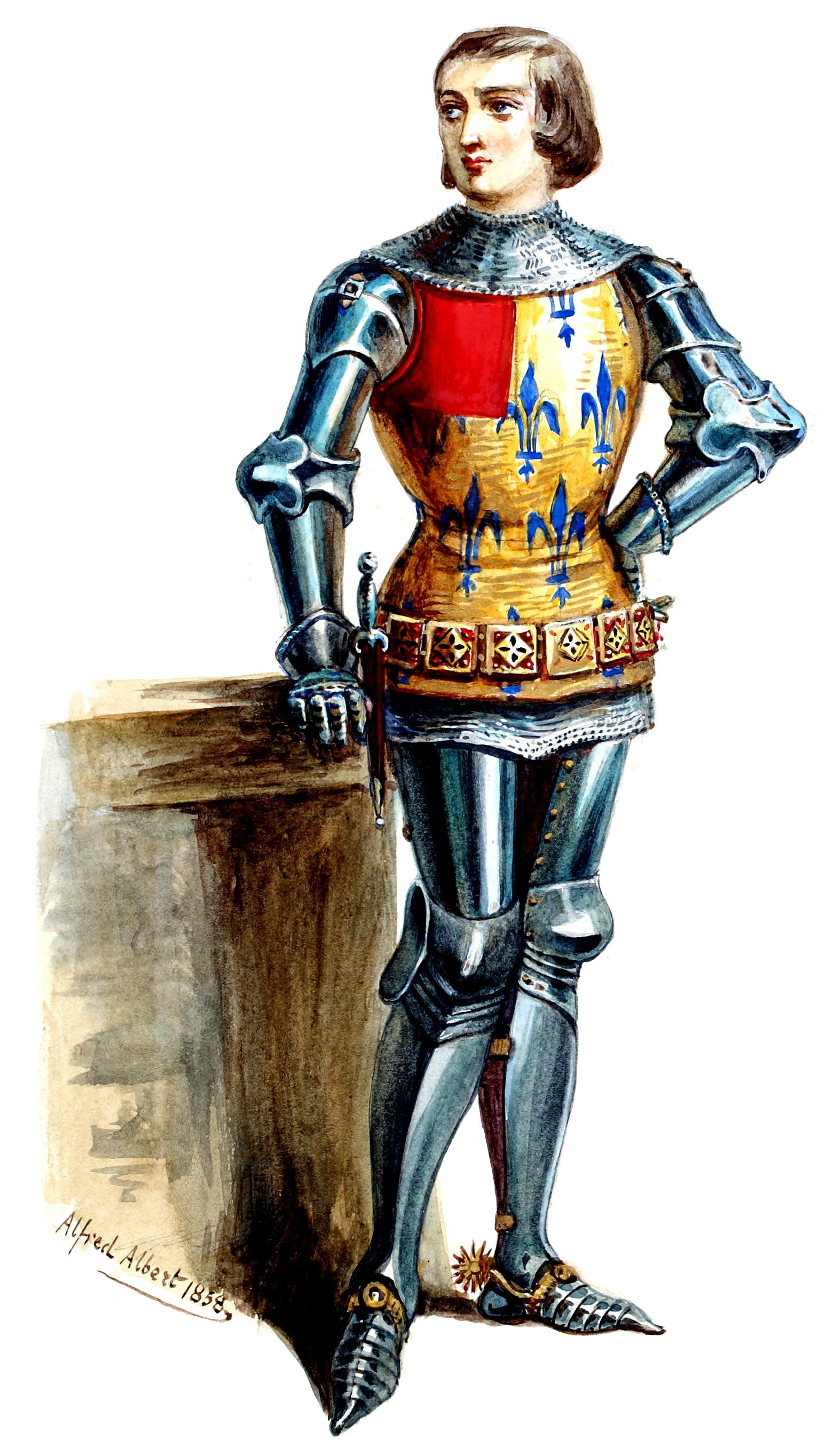
Louis Gueymard (Réné, 1. Kostüm)
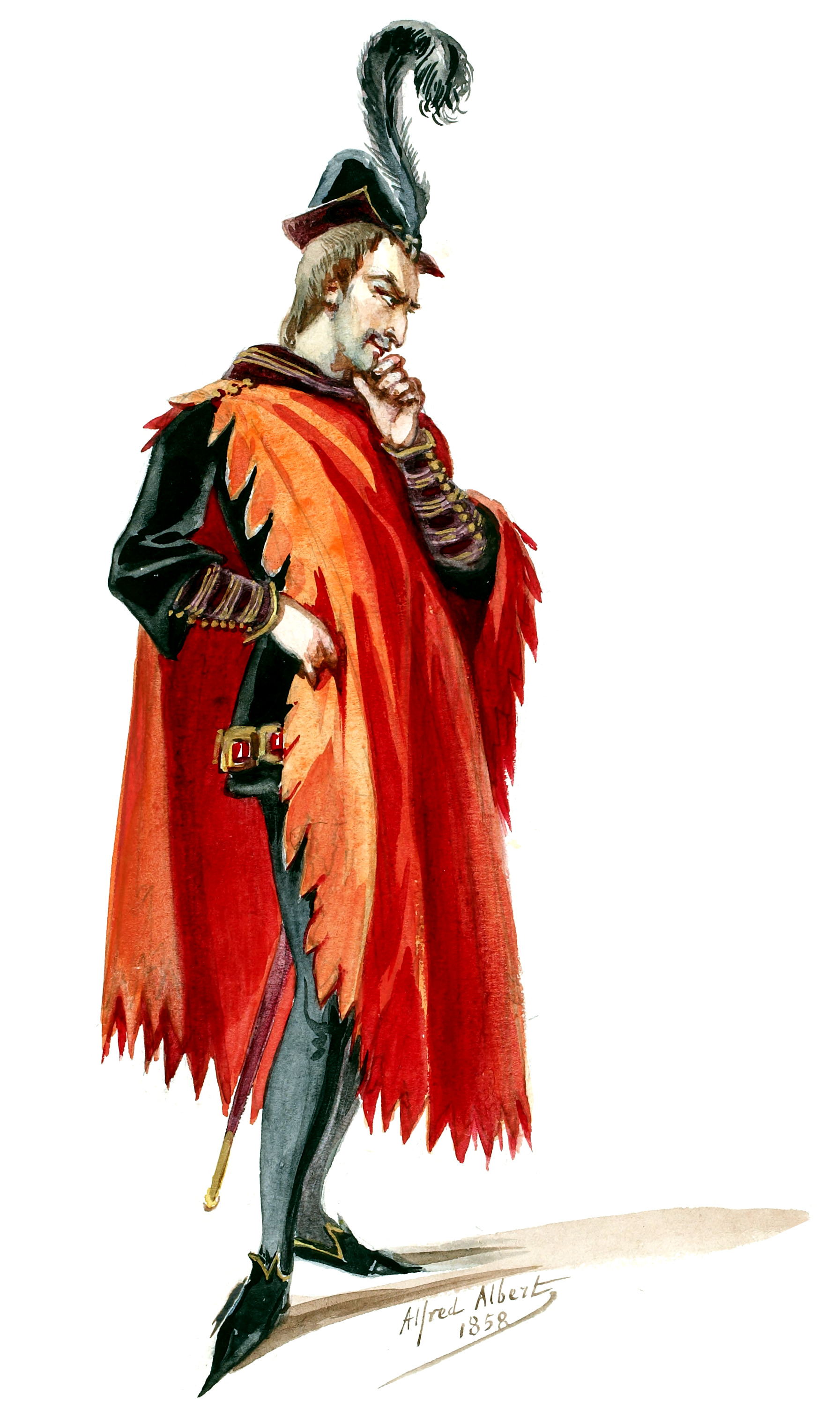
Marc Bonnehée (Stello di Nici)
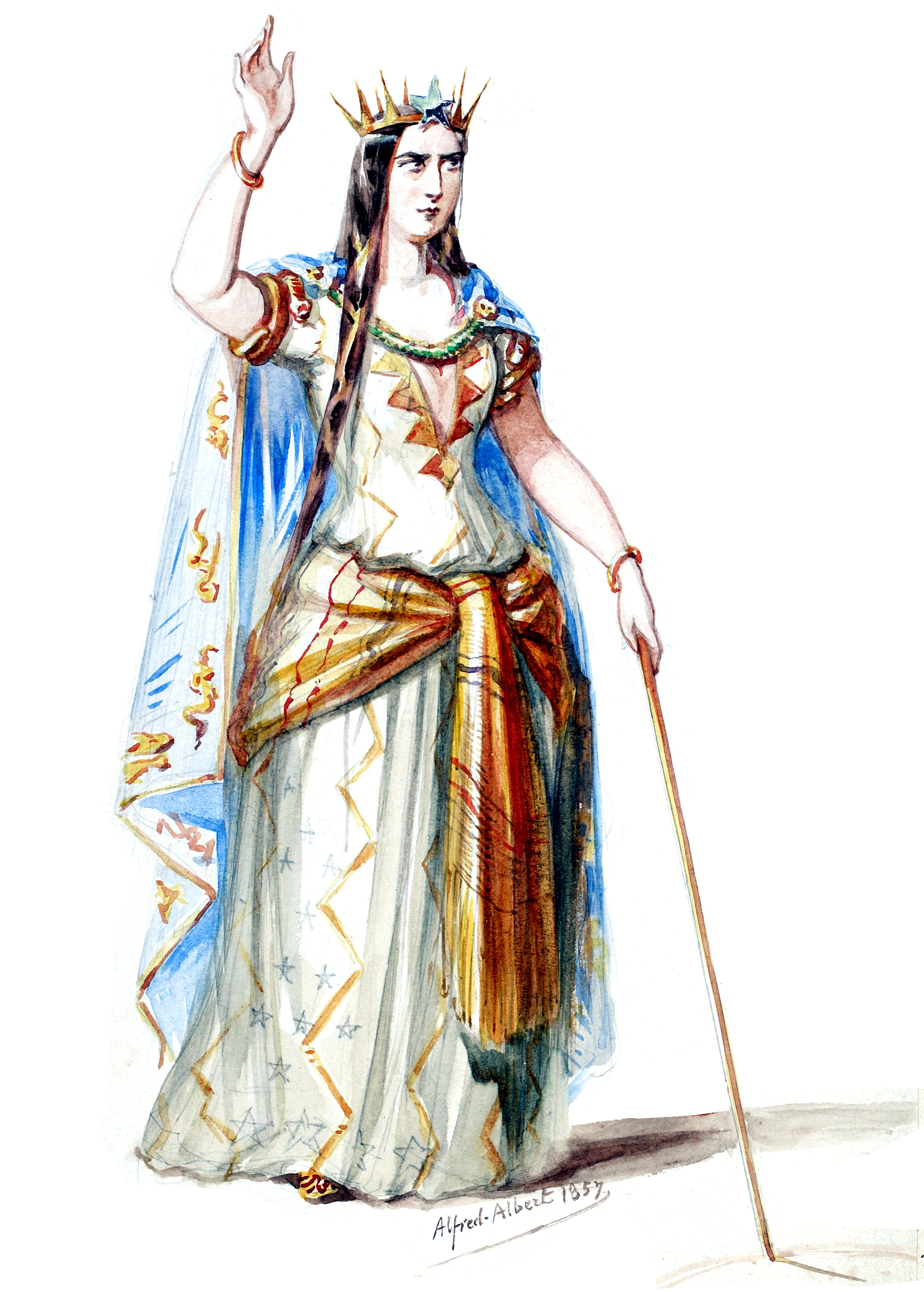
Adélaide Borghi-Mamo (Méluzine, 1. Kostüm)
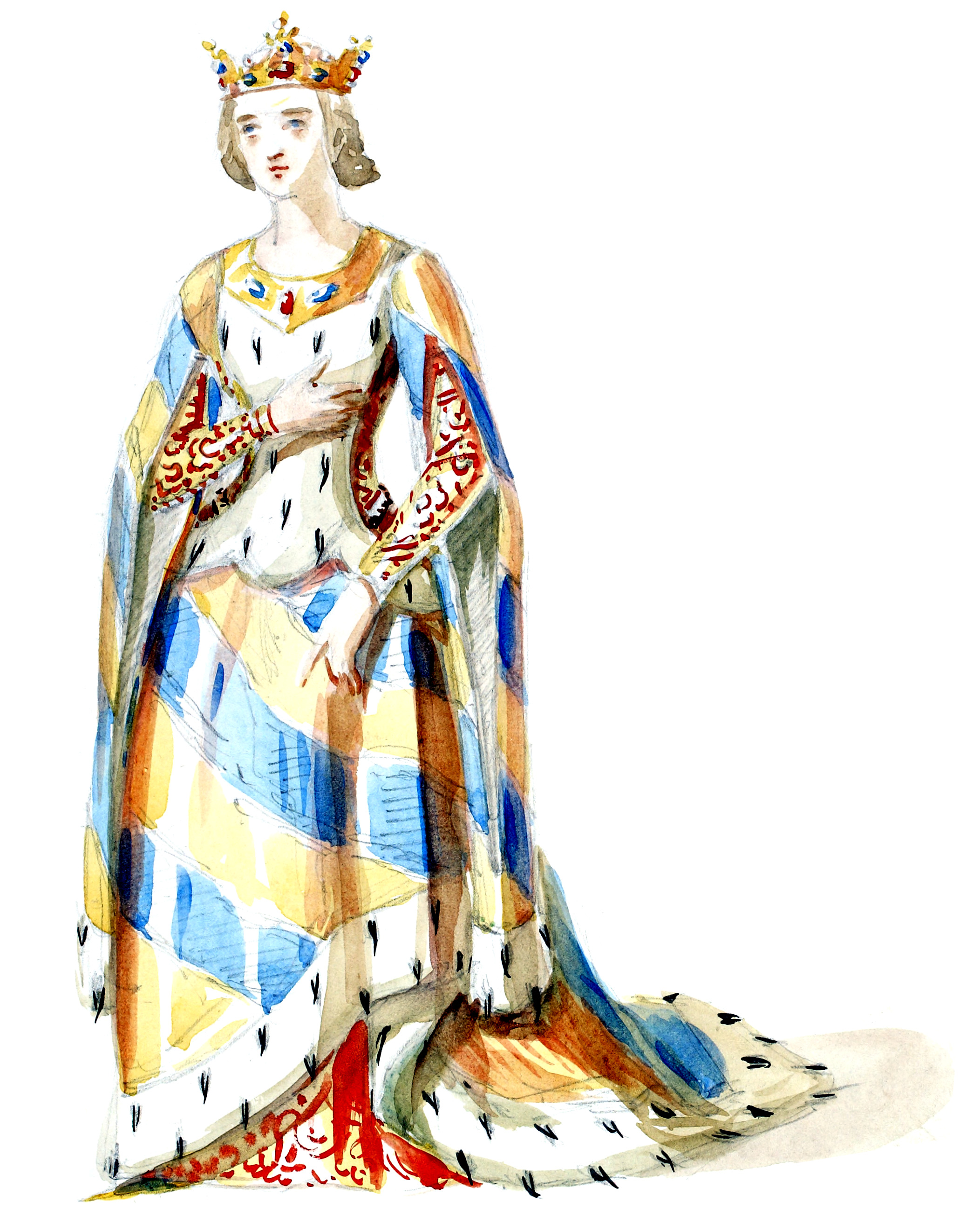
Pauline Gueymard (Blanche, 2. Kostüm)
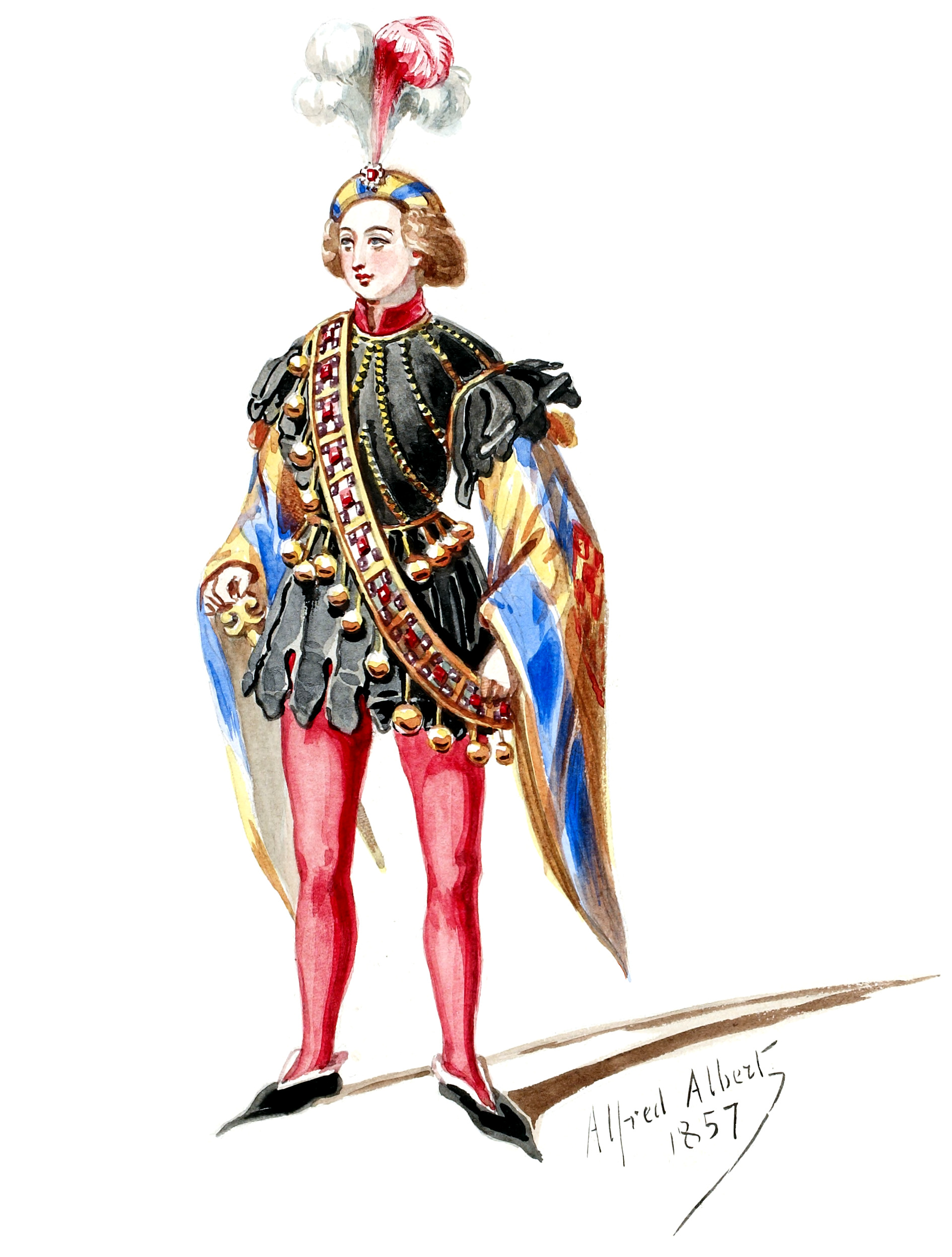
Mlle Delille (Aloïs)
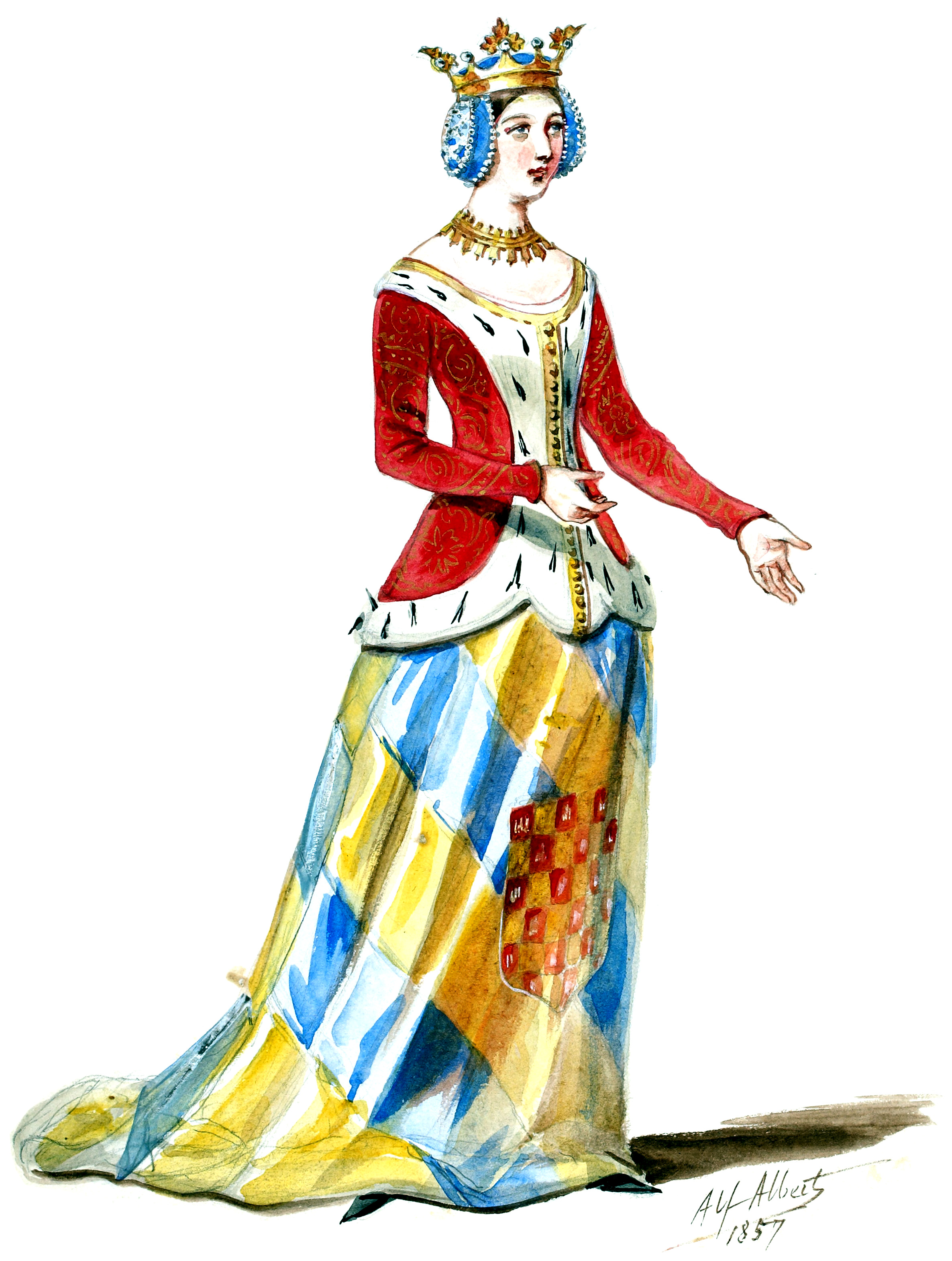
Die Comtesse de Poitou
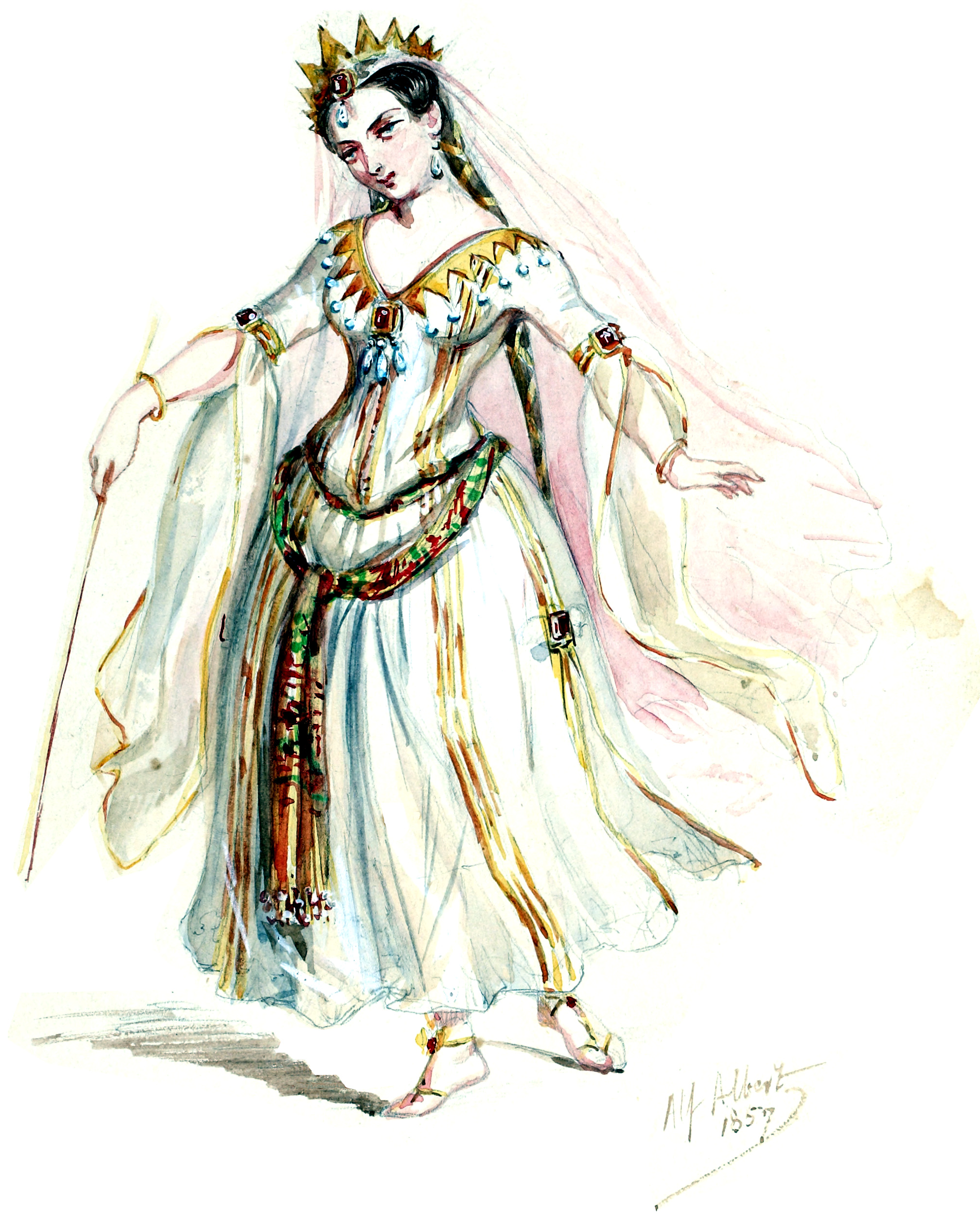
Fee
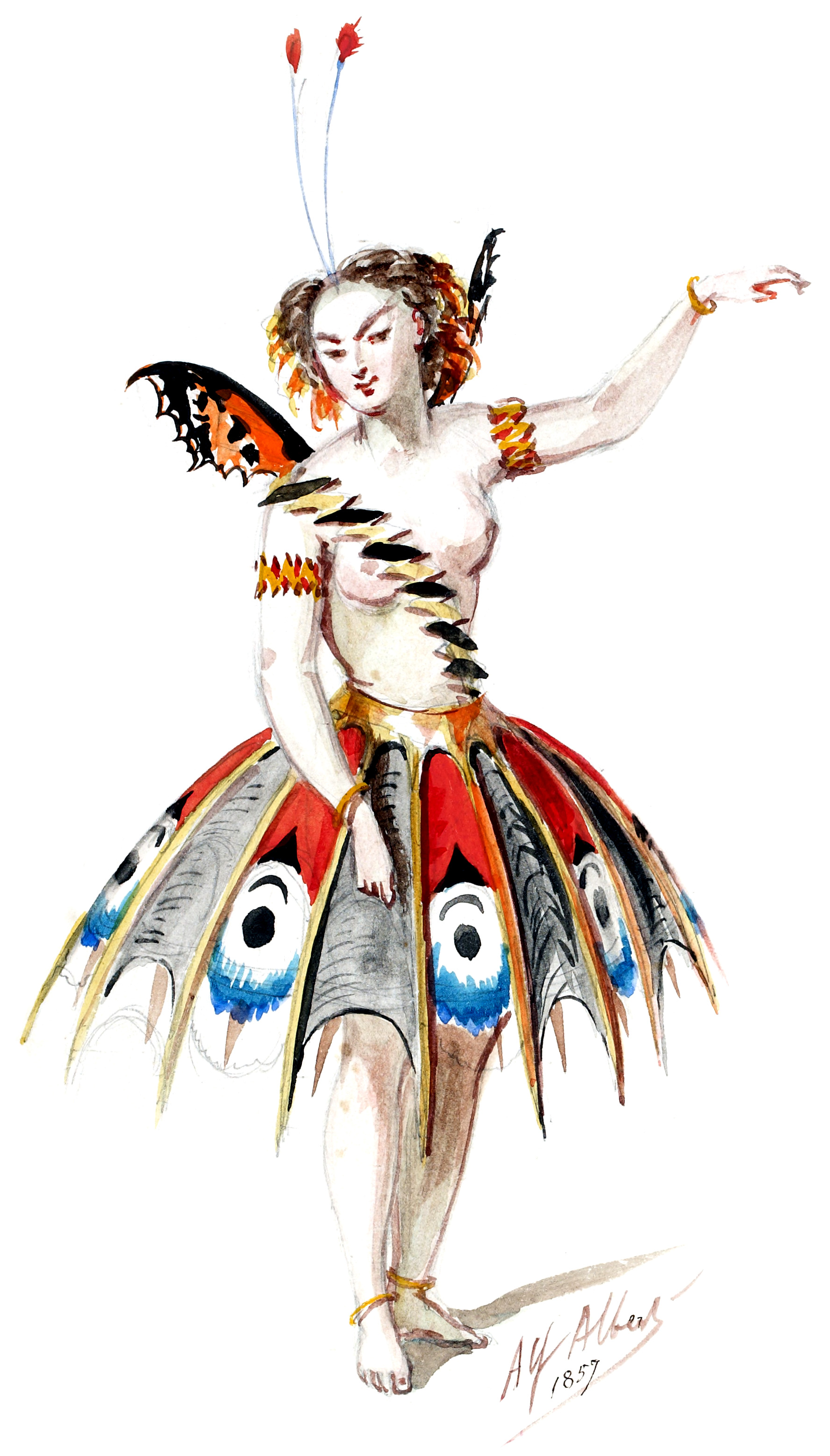
Schmetterling
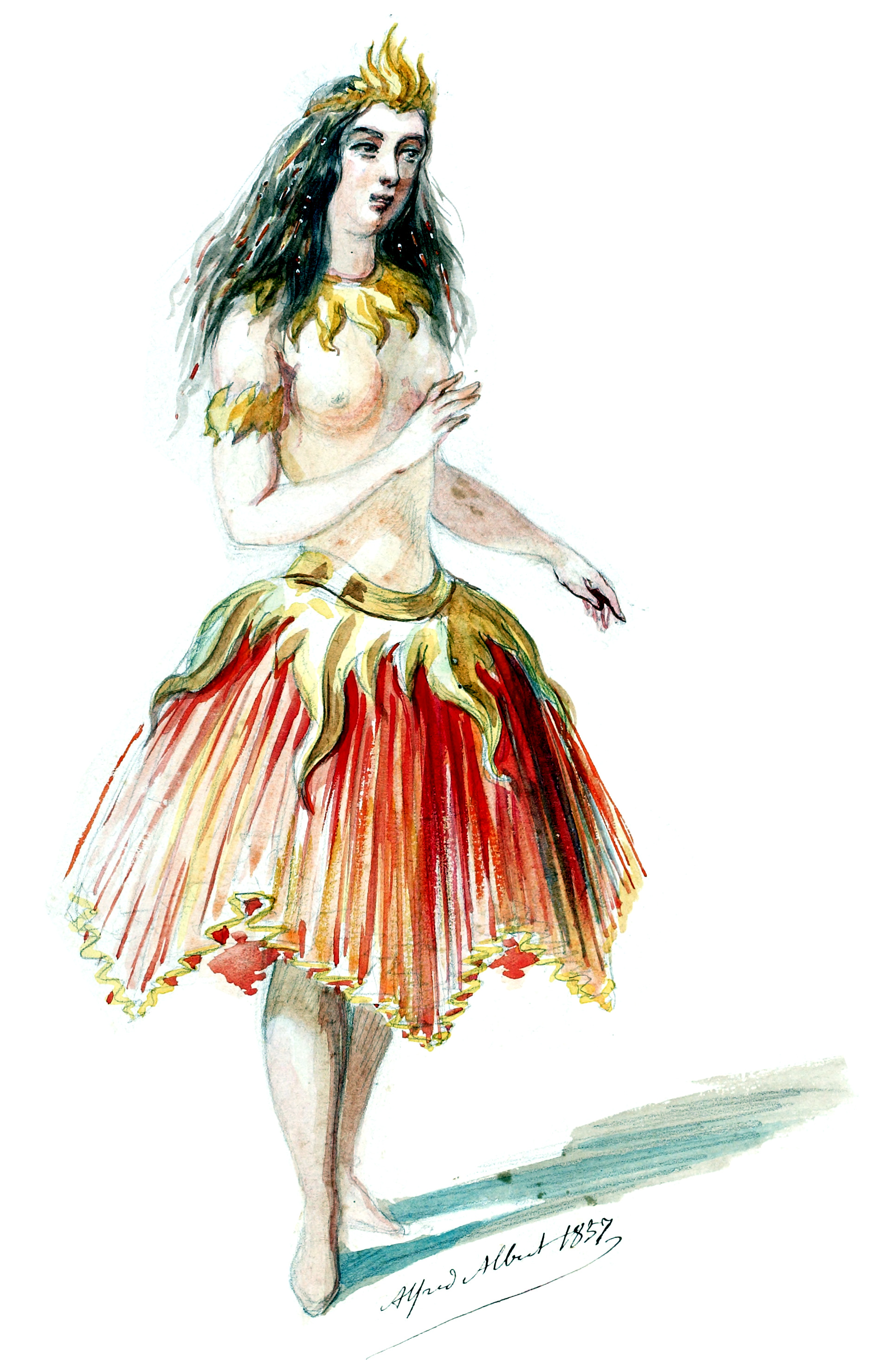
Salamander
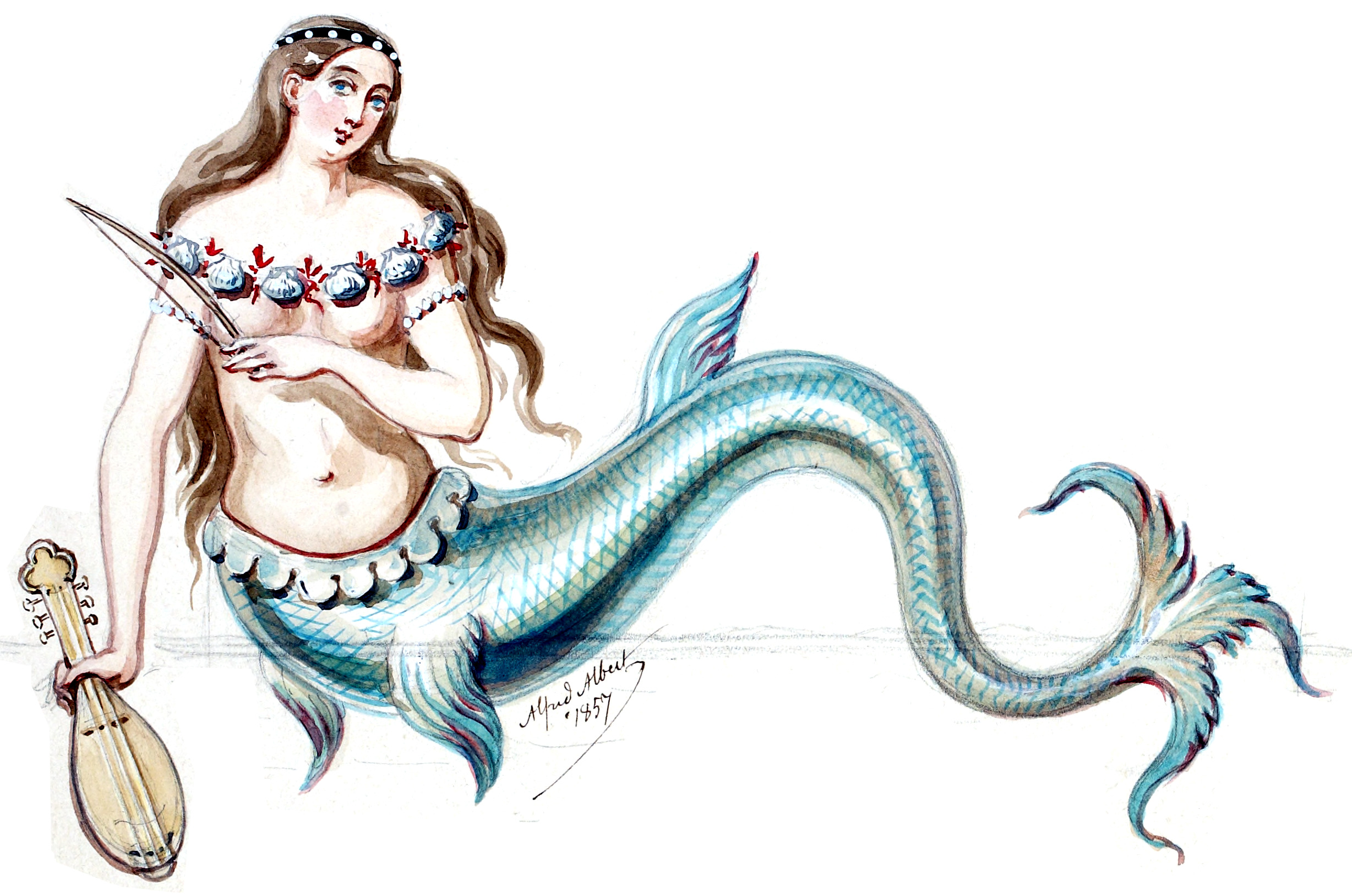
Sirene
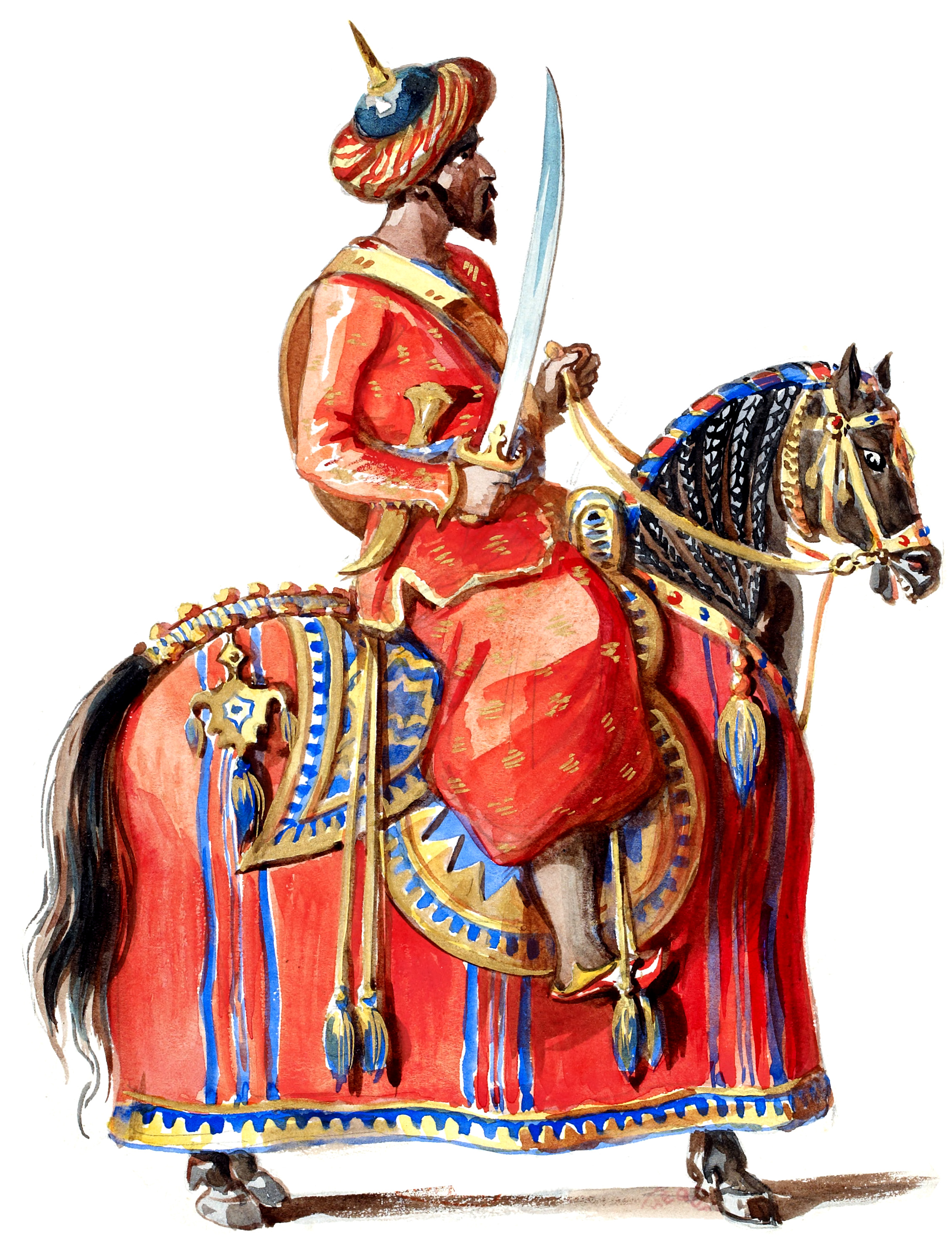
Sarazene im Schachspiel

Der Uraufführung der Oper wohnten Kaiser Napoleon III. und seine Frau Eugénie de Montijo bei. Die Kritiken bei der Uraufführung waren geteilt.
Der Stoff selbst wurde mehrfach von anderen Komponisten teilweise auch in anderen Handlungsvarianten vertont. 1833 schrieb Conradin Kreutzer die Musik zu Melusina – Romantische Oper in drei Akten, die Franz Grillparzer als Opernlibretto-Version von Goethes Märchen 1823 angelegt hatte. Auch Felix Mendelssohn Bartholdy nannte eine Ouvertüre Das Märchen von der schönen Melusine (Opus 32). Im 20. Jahrhundert verfasste der tschechische Komponist Jan Evangelista Zelinka die Oper Meluzína nach einem Libretto von František Kožík, die 1950 in Pilsen uraufgeführt wurde. Der Komponist Aribert Reimann verfasste 1970 seine Oper Melusine auf ein Libretto von Claus H. Henneberg, das auf dem gleichnamigen Schauspiel von Yvan Goll (1922) beruht.
Erst im Jahr 2011 kam es zu einer konzertanten Neuauflage der Halévy-Oper an der Opéra Berlioz in Montpellier. Die Vorstellung wurde im Radio übertragen. Die Leitung hatte Lawrence Foster. Es spielte das Orchestre National de Montpellier Languedoc-Roussillon und als Solisten wirkten u. a. Marianne Crebassa, Norah Amsellem, Florian Laconi und Marc Barrard mit.

## Digitalisate
- La magicienne: Noten und Audiodateien im International Music Score Library Project
- Libretto (französisch), Paris 1858. Digitalisat bei Gallica
- Johann Strauss (Sohn): Quadrille [sur des motifs de] La Magicienne, grand opéra de F. Halévy. Pour le piano. Digitalisat bei Gallica